# Porrhomma rosenhaueri
Porrhomma rosenhaueri är en spindelart som först beskrevs av Ludwig Carl Christian Koch 1872.  Porrhomma rosenhaueri ingår i släktet Porrhomma och familjen täckvävarspindlar. Inga underarter finns listade i Catalogue of Life.